# Cholet-Pays de la Loire
Grand Prix Cholet-Pays de la Loire je jednodenní cyklistický závod konaný v okolí města Cholet ve Francii. Od roku 2005 se koná na úrovni 1.1 v rámci UCI Europe Tour. Závod je často nazýván Primavera of the Mauges díky svým podobnostem s belgickými semiklasikami, jako je vítr, krátká stoupání a občasný déšť. Ročník 2020 byl zrušen kvůli probíhající pandemii covidu-19. Název závodu se v průběhu let několikrát změnil; mezi lety 1978 a 1987 se jmenoval Grand Prix de Mauléon-Moulins, další 2 roky Grand Prix de Cholet-Mauléon-Moulins a následně mezi lety 1990 a 2007 Grand Prix de Cholet – Pays de Loire.

## Seznam vítězů
| Rok  | Země                                                               | Jezdec                                                             | Tým                                                                |
| ---- | ------------------------------------------------------------------ | ------------------------------------------------------------------ | ------------------------------------------------------------------ |
| 1978 | Francie                                                            | Jacques Bossis                                                     | Renault–Gitane                                                     |
| 1979 | Francie                                                            | Pierre Bazzo                                                       | La Redoute–Motobécane                                              |
| 1980 | Francie                                                            | Roger Legeay                                                       | Peugeot–Esso–Michelin                                              |
| 1981 | Francie                                                            | Roger Legeay                                                       | Peugeot–Esso–Michelin                                              |
| 1982 | Francie                                                            | Pierre Bazzo                                                       | La Redoute–Mavic                                                   |
| 1983 | Francie                                                            | Eric Dall'Armelina                                                 | Sem–France Loire                                                   |
| 1984 | Francie                                                            | Pascal Poisson                                                     | Renault–Elf                                                        |
| 1985 | Francie                                                            | Marc Madiot                                                        | Renault–Elf                                                        |
| 1986 | Francie                                                            | Domenique Lecrocq                                                  | Système U                                                          |
| 1987 | Francie                                                            | Frédéric Garnier                                                   | Toshiba–Look                                                       |
| 1988 | Belgie                                                             | Patrick Onnockx                                                    | ADR–Enerday                                                        |
| 1989 | Francie                                                            | Frank Boucanville                                                  | Fagor–MBK                                                          |
| 1990 | Dánsko                                                             | Kim Andersen                                                       | Z–Tomasso                                                          |
| 1991 | Belgie                                                             | Sammie Moreels                                                     | Lotto                                                              |
| 1992 | Francie                                                            | Laurent-Desbiens                                                   | Collstrop–Garden Wood–Histor                                       |
| 1993 | Francie                                                            | Marc Bouillon                                                      | Collstrop–Assur Carpets                                            |
| 1994 | Francie                                                            | Laurent Madouas                                                    | Castorama                                                          |
| 1995 | Belgie                                                             | Frank Vandenbroucke                                                | Mapei–GB                                                           |
| 1996 | Francie                                                            | Stéphane Heulot                                                    | GAN                                                                |
| 1997 | Estonsko                                                           | Jaan Kirsipuu                                                      | Casino                                                             |
| 1998 | Estonsko                                                           | Jaan Kirsipuu                                                      | Casino–Ag2r                                                        |
| 1999 | Estonsko                                                           | Jaan Kirsipuu                                                      | Casino–Ag2r Prévoyance                                             |
| 2000 | Německo                                                            | Jens Voigt                                                         | Crédit Agricole                                                    |
| 2001 | Francie                                                            | Florent Brand                                                      | Festina                                                            |
| 2002 | Francie                                                            | Didier Rous                                                        | Française des Jeux                                                 |
| 2003 | Francie                                                            | Christophe Mengin                                                  | FDJeux.com                                                         |
| 2004 | Belgie                                                             | Bert De Waele                                                      | Landbouwkrediet–Colnago                                            |
| 2005 | Francie                                                            | Pierrick Fédrigo                                                   | Bouygues Télécom                                                   |
| 2006 | Austrálie                                                          | Christopher Sutton                                                 | Cofidis                                                            |
| 2007 | Francie                                                            | Stéphane Augé                                                      | Cofidis                                                            |
| 2008 | Estonsko                                                           | Janek Tombak                                                       | Mitsubishi–Jartazi                                                 |
| 2009 | Argentina                                                          | Juan José Haedo                                                    | Team Saxo Bank                                                     |
| 2010 | Kolumbie                                                           | Leonardo Duque                                                     | Cofidis                                                            |
| 2011 | Francie                                                            | Thomas Voeckler                                                    | Team Europcar                                                      |
| 2012 | Francie                                                            | Arnaud Démare                                                      | FDJ–BigMat                                                         |
| 2013 | Francie                                                            | Damien Gaudin                                                      | Team Europcar                                                      |
| 2014 | Belgie                                                             | Tom Van Asbroeck                                                   | Topsport Vlaanderen–Baloise                                        |
| 2015 | Francie                                                            | Pierrick Fédrigo                                                   | Bretagne–Séché Environnement                                       |
| 2016 | Francie                                                            | Rudy Barbier                                                       | Roubaix–Métropole Européenne de Lille                              |
| 2017 | Nejelo se kvůli rozepři mezi organizátory a starostou města Cholet | Nejelo se kvůli rozepři mezi organizátory a starostou města Cholet | Nejelo se kvůli rozepři mezi organizátory a starostou města Cholet |
| 2018 | Francie                                                            | Thomas Boudat                                                      | Direct Énergie                                                     |
| 2019 | Francie                                                            | Marc Sarreau                                                       | Groupama–FDJ                                                       |
| 2020 | Nejelo se kvůli pandemii covidu-19                                 | Nejelo se kvůli pandemii covidu-19                                 | Nejelo se kvůli pandemii covidu-19                                 |
| 2021 | Itálie                                                             | Elia Viviani                                                       | Cofidis                                                            |
| 2022 | Francie                                                            | Marc Sarreau                                                       | AG2R Citroën Team                                                  |
| 2023 | Nový Zéland                                                        | Laurence Pithie                                                    | Groupama–FDJ                                                       |